# Noord-Hannovers voetbalkampioenschap 1929/30
In 1929/30 werd het zevende Noord-Hannovers voetbalkampioenschap gespeeld, dat georganiseerd werd door de Noord-Duitse voetbalbond. 
Na één jaar onderbreking werd er opnieuw een competitie gespeeld. Het voorgaande seizoen vond er een revolutie plaats in Noord-Duitsland omdat de grote clubs vonden dat de vele competities het niveau van de clubs niet ten goede kwam op nationaal vlak. Zij richtten een eigen competitie op met tien clubs. De voetbalbond gaf ten dele gehoor aan de rebellen, die voornamelijk uit de competitie van Groot-Hamburg kwamen, al werd hun doel niet helemaal bereikt. De elf bestaande competitie werden herleid naar zes competities. De twee reeksen van Noord-Hannover werden samengevoegd en de competitie zag er opnieuw uit zoals voor 1927.
Wilhelmsburger FV 1909 werd kampioen en plaatste zich voor de Noord-Duitse eindronde. De club verloor in de eerste ronde van Holstein Kiel.

## Oberliga
| Plaats | Club                          | Wed. | W  | G | V  | Saldo | Ptn   |
| ------ | ----------------------------- | ---- | -- | - | -- | ----- | ----- |
| 1.     | Wilhelmsburger FV 1909        | 14   | 10 | 3 | 1  | 61:18 | 23:5  |
| 2.     | FC Viktoria 1910 Wilhelmsburg | 14   | 11 | 1 | 2  | 48:22 | 23:5  |
| 3.     | FC Borussia 04 Harburg        | 14   | 6  | 5 | 3  | 42:21 | 17:11 |
| 4.     | SV 1924 Harburg               | 14   | 5  | 4 | 5  | 29:30 | 14:14 |
| 5.     | SpVgg Eintracht 1903 Lüneburg | 14   | 4  | 4 | 6  | 31:42 | 12:16 |
| 6.     | VfR 1907 Harburg              | 14   | 5  | 1 | 8  | 35:46 | 11:17 |
| 7.     | SC Uelzen 1909                | 14   | 1  | 5 | 8  | 32:62 | 7:21  |
| 8.     | FC Viktoria 1910 Harburg      | 14   | 1  | 3 | 10 | 20:57 | 5:23  |

|  | Play-off titel |
|  | Degradatie     |

### Play-off
Heen
|  |                        |       |                               |              |
|  | Wilhelmsburger FV 1909 | 2 – 2 | FC Viktoria 1910 Wilhelmsburg | Wilhelmsburg |
|  |                        |       |                               | Wilhelmsburg |

Terug
|  |                               |       |                        |              |
|  | FC Viktoria 1910 Wilhelmsburg | 2 – 3 | Wilhelmsburger FV 1909 | Wilhelmsburg |
|  |                               |       |                        | Wilhelmsburg |